# Nancy Dupláa
Nancy Verónica Dupláa
(Olivos, Província de Buenos Aires; 3 de desembre de 1969) és una actriu de cinema, teatre i televisió argentina. És reconeguda pels seus papers protagonistes en reeixides sèries com Montaña Rusa, Verano del 98, Graduados, La Leona i 100 días para enamorarse.
Des de febrer de 2007 està casada amb l'actor Pablo Echarri.

## Biografia
L'actriu va viure fins als vint anys a San Martín i després al barri de Villa Urquiza. Va ser allí on va cursar i va iniciar les seves classes de teatre amb Claudio Ciafone, incorporant-se més tard a les classes del director Hugo Midón.
Va cursar la carrera de Disseny Gràfic en la Universitat de Buenos Aires fins al segon any i després va començar la carrera d'Assistent Matern Infantil.

## Carrera
Es va presentar a un càsting organitzat per Canal 13 per a una tira. Encara que finalment no es va incorporar en aquest programa, temps després va tenir la seva oportunitat en el cicle infantil El agujerito sin fin. Després va ser Montaña rusa, novel·la que li va donar popularitat i que també es va representar en els teatres Brodway i Radi City de Mar del Plata. Va iniciar la seva carrera a El agujerito sin fin, com a conductora al costat de Julián Weich. Va ser la protagonista de Montaña Rusa entre 1994 i 1995, sèrie juvenil, on v compartir crèdits amb Gastón Pauls. Va continuar amb El Ultimo verano (1996), Poliladron (1996), De poeta y de loco (1996), Los especiales de Alejandro Doria (1996), R.R.D.T. (1997) i Verdad consecuencia (1997). Al teatre, va estar present el 1997 amb El vestidor, al costat de Federico Luppi i Montaña rusa i al cinena en pel·lícules com: Comodines, El desvío, Buenos Aires me mata, Nueces para el amor i Apasionados. Entre 1998 i 1999 va ser una de les protagonistes adultas de Verano del '98, sèrie juvenil produïda per Cris Morena. A mitjan la seva segona temporada abandona l'elenc al costat de Fernán Miras.
El 2000 protagonitza la telenovel·la Los buscas de siempre al costat de Pablo Echarri a canal 9. Per la seva labor va obtenir la seva primera nominació al Martin Fierro com a millor actriu protagonista de telenovel·la. A l'any següent protagonitza la novel·la policial 22, el loco amb Adrián Suar en la pantalla d'El Trece. Al costat de Facundo Arana protagonitza el 2002 099 Central. Per la seva interpretació de Laura Copioli obté el seu primer Martín Fierro a la millor actriu de novel·la. El 2004 protagonitza novament amb Arana a El Trece, la tira Padre Coraje que va ser guardonada amb el premi Martín Fierro d'or. També va partiripar a Mujeres asesinas i Hermanos y detectives. i després va protagonitzar amb Adrián Suar i Nicolás Cabre la telecomèdia policial, Sin código. El 2007 va actuar a l'unitari El hombre que volvió de la muerte, protagonitzat per Diego Peretti i ´'any següent va protagonitzar amb Mercedes Morán i Andrea Pietra la sèrie unitària Socias.
El 2012, després d'alguns anys de no estar en pantalla, és convocada per Sebastián Ortega per a ser la protagonista juntament amb Daniel Hendler de la seva nova comèdia Graduados, que es va emetre per Telefe. La comèdia es va convertir en el més reconegut programa de l'any i a més va aconseguir el primer lloc en audiència de la televisió argentina. El 2013 torna al teatre protagonitzant amb Pablo Echarri l'obra El hijo de puta del sombrero, i el 2014 participa al film nominat al premi Oscar Relatos salvajes, on interpreta l'esposa de Ricardo Darín, un dels protagonistrs del film. El 2016, després de quatre anys sense estar a la pantalla petita, va tornar-hi protagonitzant La Leona, amb Pablo Echarri, que va ser gravada en 2015. Aquesta novel·la va ser una coproducció entre El Árbol, de Martín Seefeld i Pablo Echarri i Telefe. El 2018, és protagonista de la sèrie creada per Sebastián Ortega, 100 días para enamorarse transmesa per Telefe amb un repartiment compost per Luciano Castro, Juan Minujín i Carla Peterson en una producció d'Underground.

## Vida personal
És germana del locutor de ràdio Quique Dupláa i tia de l'actriu María Dupláa. Treballant a Montaña rusa va conèixer Gastón Pauls amb qui va tenir una relació de quatre anys. L'actriu va tenir un fill el 20 de maig de 2000 anomenat Lucca amb Matías Martin de qui es va separar el mateix any per a començar una relació amb Pablo Echarri. El 23 d'agost de 2003 va tenir a la seva segona filla, anomenada Bruna. El 7 de febrer de 2007 va contreure matrimoni amb Pablo Echarri. El 8 d'abril de 2010 va tenir al seu tercer fill, Julián.

## Cinema
| Cine | Cine                  | Cine     | Cine                  | Cine  |
| Any  | Títol                 | Rol      | Director              | Notes |
| ---- | --------------------- | -------- | --------------------- | ----- |
| 1997 | Comodines             | Carla    | Jorge Nisco           |       |
| 1998 | El desvío             | Gabriela | Horacio Maldonado     |       |
| 1998 | Buenos Aires me mata  | Arteche  | Beda Docampo Feijóo   |       |
| 1998 | Diario para un cuento | Paola    | Jana Bokova           |       |
| 2000 | Nueces para el amor   | Claudia  | Alberto Lecchi        |       |
| 2002 | Apasionados           | Lucía    | Juan José Jusid       |       |
| 2009 | Boogie, el aceitoso   | Marcia   | Gustavo Cova          | Voz   |
| 2014 | Relatos salvajes      | Victoria | Damián Szifron        |       |
| 2015 | Upa! 2                | Nancy    | Tamae Garateguy       |       |
| 2019 | El retiro             | Laura    | Ricador Díaz Lacoponi |       |
| 2021 | 10 Palomas            | Acuña    | Tamae Garateguy       |       |

## Televisió
| Televisió | Televisió                         | Televisió                      | Televisió          |
| Any       | Títol                             | Rol                            | Canal              |
| --------- | --------------------------------- | ------------------------------ | ------------------ |
| 1990      | Pacto de amistad                  | Luciana                        | Canal 9            |
| 1991-1993 | El agujerito sin fin              | Animadora                      | El Trece           |
| 1994      | Aprender a volar                  | Ines                           | El Trece           |
| 1994-1995 | Montaña rusa                      | Mariana                        | El Trece           |
| 1996      | El último verano                  | Chaveli                        | El Trece           |
| 1996      | De poeta y de loco                | Mónica                         | El Trece           |
| 1996      | Poliladron                        | Viviana                        | El Trece           |
| 1996-1998 | Verdad consecuencia               | Fernanda                       | El Trece           |
| 1997      | R.R.D.T.                          | Carolina Ferré                 | El Trece           |
| 1997      | El arcángel                       | Natalia                        | Telefe             |
| 1998-1999 | Verano del '98                    | Dolores "Loli" Vidal           | Telefe             |
| 2000      | Los buscas de siempre             | Bárbara Giménez Álzaga         | Canal 9            |
| 2001      | 22, el loco                       | Laura Copioli                  | El Trece           |
| 2002      | 099 Central                       | Laura Copioli                  | El Trece           |
| 2003      | Durmiendo con mi jefe             | Silvina Aguirre                | El Trece           |
| 2004      | Padre Coraje                      | María Clara Guerrico           | El Trece           |
| 2005      | Sin código 2                      | Antonia "Toni" López           | El Trece           |
| 2005      | Botines                           | Andrea "Ep2: Autocontrol"      | El Trece           |
| 2006      | Mujeres asesinas 2                | Laura "Ep7: Laura, abandonada" | El Trece           |
| 2006      | Hermanos y detectives             | Verónica                       | Telefe             |
| 2007      | El hombre que volvió de la muerte | Erika Ortiz                    | El Trece           |
| 2007      | Los cuentos de Fontanarrosa       | Carina                         | TV Pública         |
| 2008-2009 | Socias                            | Dolores Mollet                 | El Trece           |
| 2008-2009 | Dromo                             | Gabriela "Ep1: Árbol familiar" | América TV         |
| 2010      | Todos contra Juan 2               | Ella mateixa                   | América TV         |
| 2011      | El hombre de tu vida              | Sofía                          | Telefe             |
| 2012      | Graduados                         | María Laura "Loli" Falsini     | Telefe             |
| 2014      | Viudas e hijos del rock and roll  | María Laura "Loli" Falsini     | Telefe             |
| 2016      | La Leona                          | María "Leona" Leone            | Telefe             |
| 2018      | 100 días para enamorarse          | Antonia Salinas                | Telefe             |
| 2020      | Los internacionales               | Claudia                        | Telefe             |
| 2021      | El reino                          | Roberta Candia                 | Netflix            |
| 2022      | Supernova                         | Elsa                           | Amazon Prime Video |

## Premis i nominacions
| Any  | Premi                  | Categoria                                   | Programa                                                      | Resultat   |
| ---- | ---------------------- | ------------------------------------------- | ------------------------------------------------------------- | ---------- |
| 2001 | Premis Martín Fierro   | Actriu protagonista de novel·la             | Los buscas                                                    | Nominada   |
| 2002 | Premis Martín Fierro   | Actriu protagonista de novel·la             | 22, el loco                                                   | Nominada   |
| 2003 | Premis Martín Fierro   | Actriu protagonista de novel·la             | 099 Central                                                   | Guanyadora |
| 2005 | Premis Martín Fierro   | Actriu protagonista de novel·la             | Padre coraje                                                  | Nominada   |
| 2005 | Premis Martín Fierro   | Actriu protagonista de comèdia              | Sin código                                                    | Nominada   |
| 2006 | Premio Martín Fierro   | Actriu protagonista de comèdia              | Sin código                                                    | Nominada   |
| 2008 | Premis Martín Fierro   | Actriu protagonista d'unitari i/o minisèrie | El hombre que volvió de la muerte Los cuentos de Fontanarrosa | Nominada   |
| 2009 | Premis Martín Fierro   | Actriu protagonista d'unitari i/o minisèrie | Socias                                                        | Nominada   |
| 2013 | Premis Tato            | Actriu protagonista en ficció diària        | Graduados                                                     | Guanyadora |
| 2013 | Premio Martín Fierro   | Actriu protagonista en ficció diària        | Graduados                                                     | Nominada   |
| 2016 | Premios Tato           | Actriu protagonista en drama                | La Leona                                                      | Nominada   |
| 2016 | Premis Martín Fierro   | Actriu protagonista en ficció diària        | La Leona                                                      | Guanyadora |
| 2018 | Premis Martín Fierro   | Actriu protagonista en ficció diària        | 100 días para enamorarse                                      | Nominada   |
| 2018 | Premis Notirey         | Millor actriu en ficció diària              | 100 días para enamorarse                                      | Nominada   |
| 2021 | Premi Konex de Platino | Actriu de televisió                         | Període 2011-2020                                             | Guanyadora |